# Microsoft Office Mix
 (octobre 2022).
La mise en forme du texte ne suit pas les recommandations de Wikipédia : il faut le « wikifier ».
Les points d'amélioration suivants sont les cas les plus fréquents. Le détail des points à revoir est peut-être précisé sur la page de discussion.
- Les titres sont pré-formatés par le logiciel. Ils ne sont ni en capitales, ni en gras.
- Le texte ne doit pas être écrit en capitales (les noms de famille non plus), ni en gras, ni en italique, ni en « petit »…
- Le gras n'est utilisé que pour surligner le titre de l'article dans l'introduction, une seule fois.
- L'italique est rarement utilisé : mots en langue étrangère, titres d'œuvres, noms de bateaux, etc.
- Les citations ne sont pas en italique mais en corps de texte normal. Elles sont entourées par des guillemets français : « et ».
- Les listes à puces sont à éviter, des paragraphes rédigés étant largement préférés. Les tableaux sont à réserver à la présentation de données structurées (résultats, etc.).
- Les appels de note de bas de page (petits chiffres en exposant, introduits par l'outil «  Source ») sont à placer entre la fin de phrase et le point final[comme ça].
- Les liens internes (vers d'autres articles de Wikipédia) sont à choisir avec parcimonie. Créez des liens vers des articles approfondissant le sujet. Les termes génériques sans rapport avec le sujet sont à éviter, ainsi que les répétitions de liens vers un même terme.
- Les liens externes sont à placer uniquement dans une section « Liens externes », à la fin de l'article. Ces liens sont à choisir avec parcimonie suivant les règles définies. Si un lien sert de source à l'article, son insertion dans le texte est à faire par les notes de bas de page.
- La présentation des références doit suivre les conventions bibliographiques. Il est recommandé d'utiliser les modèles {{Ouvrage}}, {{Chapitre}}, {{Article}}, {{Lien web}} et/ou {{Bibliographie}}. Le mode d'édition visuel peut mettre en forme automatiquement les références.
- Insérer une infobox (cadre d'informations à droite) n'est pas obligatoire pour parachever la mise en page.

Pour une aide détaillée, merci de consulter Aide:Wikification.
Si vous pensez que ces points ont été résolus, vous pouvez retirer ce bandeau et améliorer la mise en forme d'un autre article.
 (novembre 2023).
| Auteur original        | Microsoft         |
| ---------------------- | ----------------- |
| Lancement initial      | 2014              |
| Système d'exploitation | Windows           |
| Plateforme             | Office            |
| Licence                | Propriétaire      |
| Site internet          | www.microsoft.com |

Microsoft Office Mix (ou simplement " Office Mix "),,,, était un service proposé par Microsoft dans le cadre de sa suite Office. Introduit en 2014, Mix était proposé dans le cadre d'un abonnement Office 365, avant d'être retiré le 1er mai 2018,,. Le site Web Office Mix reste actif, mais lors de la visite du site, il présentait alors un message qui indique que le service est maintenant indisponible.
Office Mix était un complément Office qui s'intégrait au programme PowerPoint et était conçu comme un service éducatif pour aider les enseignants à créer des présentations de classe interactives,. Il permettait à l'utilisateur d'effectuer diverses tâches telles que l'insertion d'encre, de narrations, de sondages et de captures d'écran directement dans la présentation, de partager sa création (autrement appelée "mix" (singulier) ou " mixes (pluriel)") en exportant les mix dans un format vidéo ou les publier sur la plate-forme vidéo Office 365, et afficher des données statistiques sur les utilisateurs qui consultent leurs créations via des outils d'analyse. Le service était disponible pour Office 2013 et Office 2016 et n'était disponible que pour le système d'exploitation Windows.

## Installation
Office Mix n'est pas intégré au programme PowerPoint. Au lieu de cela, l'utilisateur devait obtenir le programme d'installation du complément Office Mix via le site Web mix.office.com afin d'intégrer le complément Office Mix au programme PowerPoint et un onglet global nommé "Mix" apparaîtrait sur l'interface de l'application. où l'utilisateur pouvait accéder à diverses options liées à Office Mix.
Remarque : L'utilisateur devra attester qu'il est propriétaire d'un abonnement Office 365 actif via son compte Microsoft personnel ou un compte géré par son organisation ou son institution, ou un service SSO externe compatible tel qu'un compte Google ou un compte Facebook.

## Fonctionnalités
Le service Office Mix offrait les fonctionnalités suivantes à l'utilisateur :
- Dessiner à l'encre et annoter des présentations PowerPoint, et insérer directement des narrations, des sondages et des captures d'écran.
- Partager les créations de l'utilisateur sur Office Mix (autrement appelé "mix" (singulier) ou "mixes" (pluriel)) en exportant le mix dans un format vidéo informatique ou en le publiant sur la plate-forme vidéo Office 365 en ligne.
- Générer et afficher des données statistiques sur les utilisateurs qui consultent leurs créations via des outils d'analyse.

## Arrêt
À compter du 1er mai 2018, le service Office Mix a été officiellement retiré par Microsoft et est devenu inaccessible à tous les clients après que les utilisateurs ont reçu une notification par e-mail leur donnant plusieurs mois pour récupérer tout leur contenu et leurs mix, de la plate-forme avant l'arrêt. Après l'arrêt, les fonctionnalités d'Office Mix ont été intégrées au programme PowerPoint pour les utilisateurs ayant obtenu Office via un abonnement Office 365, qui lui restait disponibles,,.